# Jaroslav II di Vladimir
Jaroslav II (Fëdor) Vsevolodovič (in russo Ярослав II (Фёдор) Всеволодович?; Pereslavl'-Zalesskij, 8 febbraio 1191 – Karakorum, 30 settembre 1246), noto anche come Jaroslav II di Vladimir, è stato principe di Novgorod (dal 1215 al 1236 con più mandati), Kiev (dal 1236 al 1238) e Vladimir (dal 1238 al 1246).

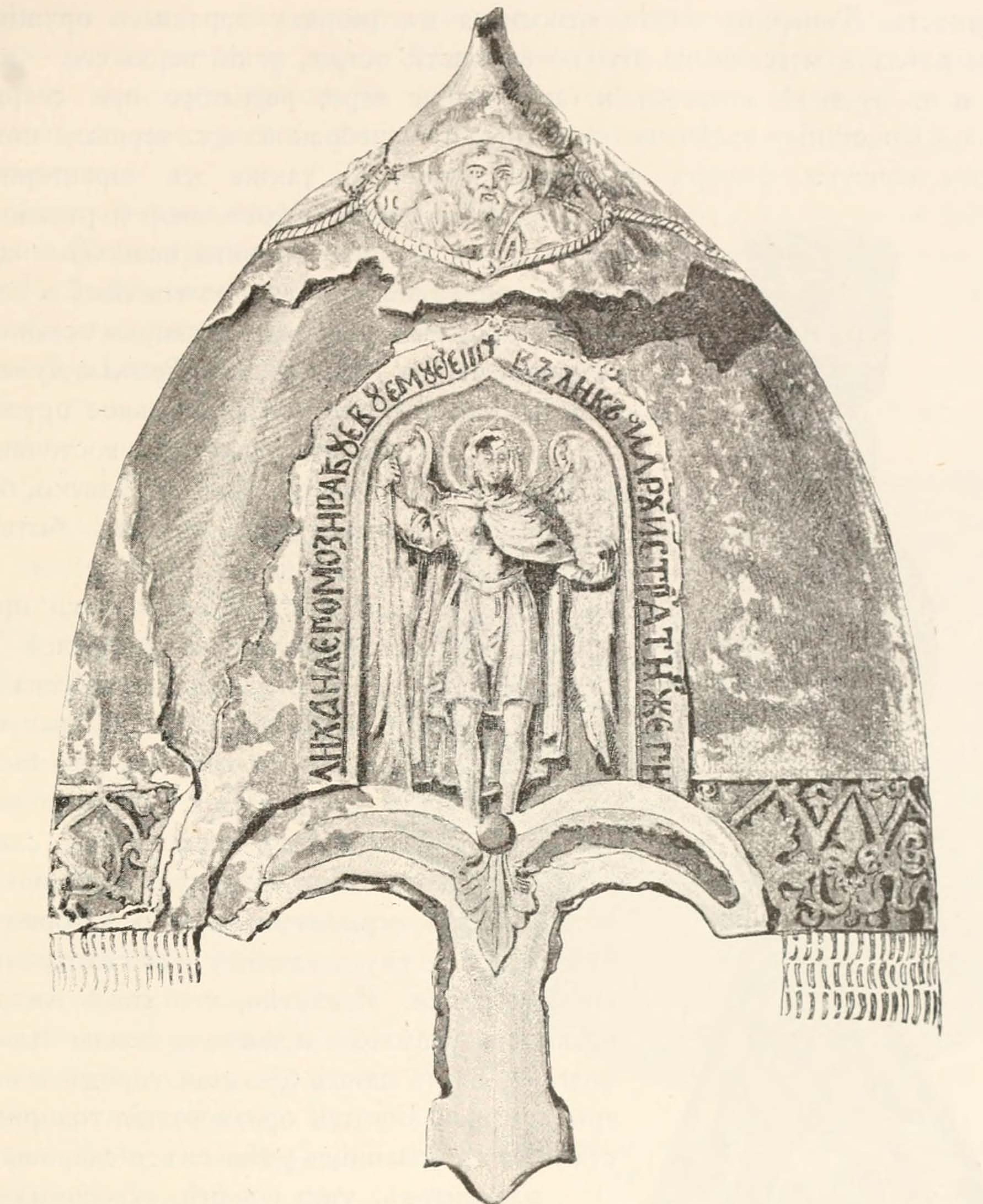
L'elmo perso da Jaroslav a seguito della battaglia del fiume Lipica e recuperato da un contadino nel 1808.

Figlio di Vsevolod III di Vladimir sposa una figlia del principe di Polack (suo cugino). È il padre di Aleksandr Nevskij.
Durante il suo regno, 1240, i mongoli conquistano parte della Russia e trasformano in protettorati i principati non occupati costringendoli a pagare un tributo e spesso scegliendo i governanti. Nel 1242 Jaroslav II ottiene dai conquistatori la conferma del suo titolo.

## Ascendenza
|                               |   |                          | Genitori |  |  | Nonni |  |  | Bisnonni                          |  |  | Trisnonni             |  |
|                               |   |                          |          |  |  |       |  |  | Vladimir II Vsevolodovič Monomaco |  |  | Vsevolod I Jaroslavič |  |
|                               |   |                          |          |  |  |       |  |  | Vladimir II Vsevolodovič Monomaco |  |  | Vsevolod I Jaroslavič |  |
|                               |   | Maria Anastasia Monomaca |          |  |  |       |  |  | Vladimir II Vsevolodovič Monomaco |  |  |                       |  |
| Jurij Vladimirovič Dolgorukij |   |                          |          |  |  |       |  |  | Vladimir II Vsevolodovič Monomaco |  |  |                       |  |
|                               |   | Eufemia                  | ...      |  |  |       |  |  |                                   |  |  |                       |  |
|                               |   | Eufemia                  | ...      |  |  |       |  |  |                                   |  |  |                       |  |
|                               |   | Eufemia                  | ...      |  |  |       |  |  |                                   |  |  |                       |  |
| Vsevolod III Jur'evič         |   | Eufemia                  |          |  |  |       |  |  |                                   |  |  |                       |  |
|                               |   | …                        | …        |  |  |       |  |  |                                   |  |  |                       |  |
|                               |   | …                        | …        |  |  |       |  |  |                                   |  |  |                       |  |
|                               |   | …                        | …        |  |  |       |  |  |                                   |  |  |                       |  |
| Elena di Costantinopoli       |   | …                        |          |  |  |       |  |  |                                   |  |  |                       |  |
|                               |   | …                        | …        |  |  |       |  |  |                                   |  |  |                       |  |
|                               |   | …                        | …        |  |  |       |  |  |                                   |  |  |                       |  |
|                               |   | …                        | …        |  |  |       |  |  |                                   |  |  |                       |  |
| Jaroslav II Vsevolodovič      |   | …                        |          |  |  |       |  |  |                                   |  |  |                       |  |
|                               | … | …                        |          |  |  |       |  |  |                                   |  |  |                       |  |
|                               | … | …                        |          |  |  |       |  |  |                                   |  |  |                       |  |
|                               | … | …                        |          |  |  |       |  |  |                                   |  |  |                       |  |
| Švarno Žiroslavyč             | … |                          |          |  |  |       |  |  |                                   |  |  |                       |  |
|                               |   | …                        | …        |  |  |       |  |  |                                   |  |  |                       |  |
|                               |   | …                        | …        |  |  |       |  |  |                                   |  |  |                       |  |
|                               |   | …                        | …        |  |  |       |  |  |                                   |  |  |                       |  |
| Maria Švarnovna               |   | …                        |          |  |  |       |  |  |                                   |  |  |                       |  |
|                               |   | …                        | …        |  |  |       |  |  |                                   |  |  |                       |  |
|                               |   | …                        | …        |  |  |       |  |  |                                   |  |  |                       |  |
|                               |   | …                        | …        |  |  |       |  |  |                                   |  |  |                       |  |
| …                             |   | …                        |          |  |  |       |  |  |                                   |  |  |                       |  |
|                               |   | …                        | …        |  |  |       |  |  |                                   |  |  |                       |  |
|                               |   | …                        | …        |  |  |       |  |  |                                   |  |  |                       |  |
|                               |   | …                        | …        |  |  |       |  |  |                                   |  |  |                       |  |
|                               |   | …                        |          |  |  |       |  |  |                                   |  |  |                       |  |